# Polyplectropus santiago
Polyplectropus santiago är en nattsländeart som först beskrevs av Ross 1947.  Polyplectropus santiago ingår i släktet Polyplectropus och familjen fångstnätnattsländor. Inga underarter finns listade i Catalogue of Life.